# Czarnomorsk-Port
Czarnomorsk-Port (ukr. Чорноморськ-Порт) – towarowa stacja kolejowa w miejscowości Ołeksandriwka, w rejonie odeskim, w obwodzie odeskim, na Ukrainie. Położona jest na odgałęzieniu linii Odessa – Arcyz. Obsługuje port morski Czarnomorsk.

## Historia
Stacja powstała w 1958 wraz z otwarciem nowego portu w Illicziwśku. Dawniej nosiła nazwę Illicziwśk (ukr. Іллічівськ). 17 maja 2017, podczas dekomunizacji nazewnictwa na Ukrainie, zmieniono nazwę stacji na obecną.

## Terminal kontenerowy
Stacja jest w stanie obsłużyć jednocześnie 40 wagonów przewożących 80 kontenerów 20-stopowych lub 40 kontenerów 40-stopowych (80 TEU). Od 2016 rząd ukraiński promuje alternatywną trasę Nowego Jedwabnego Szlaku omijającą Rosję: Ukraina – Gruzja – Azerbejdżan – Kazachstan – Chiny, z załadunkiem/wyładunkiem wagonów na statki na stacji Czarnomorsk-Port. Przewidywany czas dojazdu z Ukrainy do stacji Dostyk szacowano w 2016 na 11-12 dni.